# Fauler See (Havel)
Der Faule See ist eine Havel-Bucht im Berliner Bezirk Spandau (Ortsteil Wilhelmstadt).

## Beschreibung
Gelegen in den Tiefwerder Wiesen ist der Faule See eine Ausbuchtung eines Altarms der Havel.

## Bilder

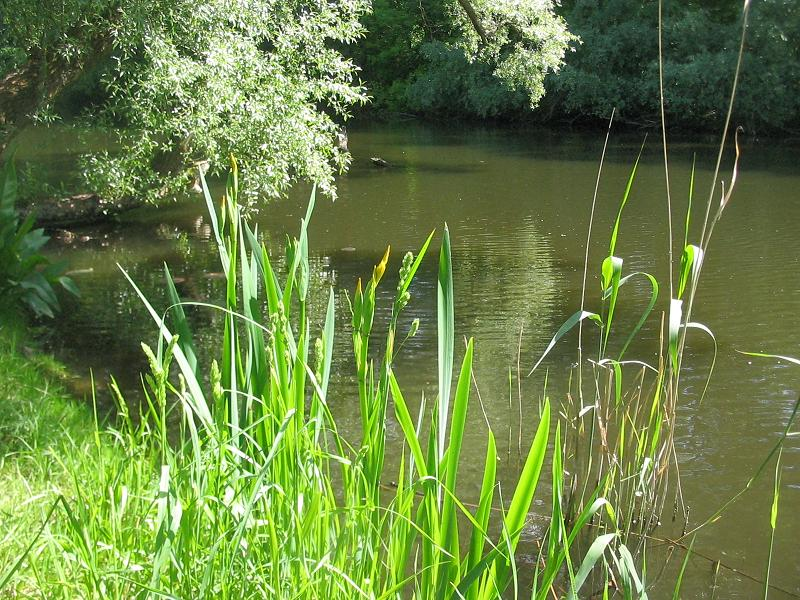
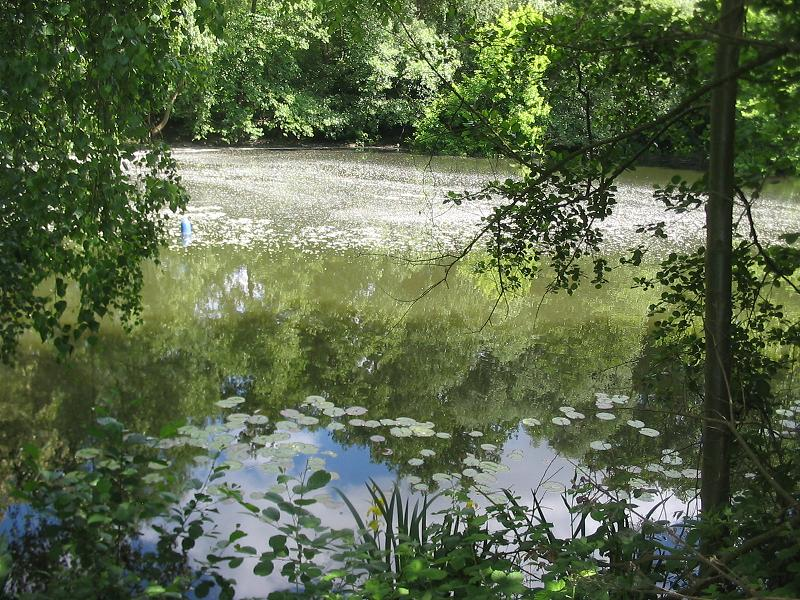
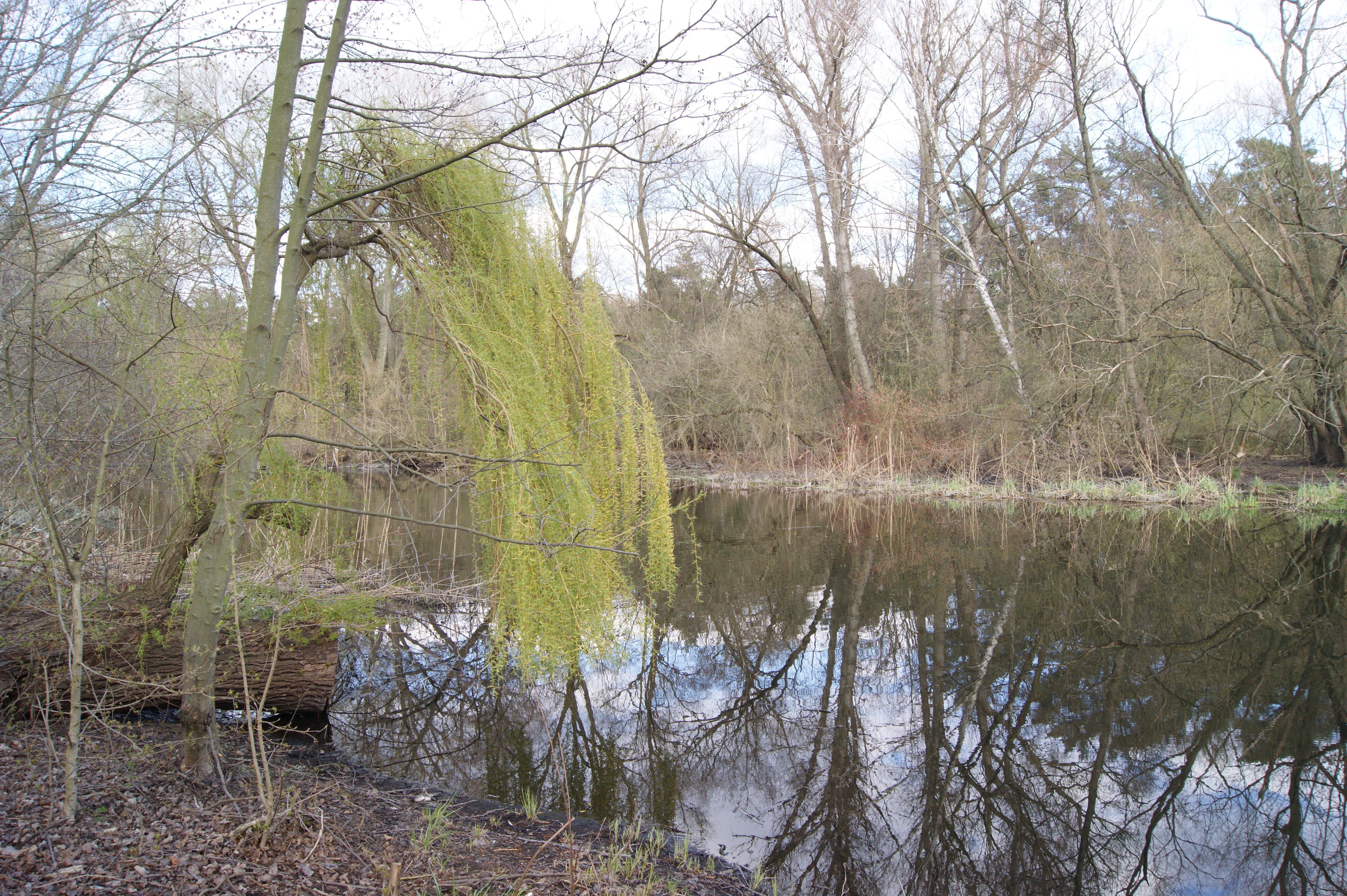